# Gabriel Valles Sguerzi
Gabriel Valles Sguerzi (Acarigua, Estado Portuguesa, Venezuela, 1987) es un activista venezolano, fundador de la ONG Operación Libertad. Se graduó como ingeniero en informática en la Universidad Alejandro de Humboldt. Como estudiante, Valles organizó campañas y huelgas de hambre protestando en contra de la corrupción y la violación de los derechos humanos. Su campaña “Chávez miente” hizo que fuera calificado por el gobierno de Hugo Chávez como terrorista que intentaba desestabilizar el gobierno. Gabriel fue recluido por tres años y diez meses entre La Tumba y en El Helicoide, sedes del Servicio Bolivariano de Inteligencia (SEBIN): dos años y dos meses en La Tumba y 19 meses, el resto del tiempo en El Helicoide. Valles fue liberado después de las elecciones presidenciales en Venezuela de 2018.

## Biografía
Gabriel Valles Sguerzi egresado de la Universidad Alejandro de Humboldt, es un activista por los Derechos Humanos venezolano, de profesión Ingeniero en Informática e Ilustrador. Es miembro fundador de la ONG Internacional “Operación Libertad”, desde la cual realizó acciones en denuncia de violaciones a los Derechos humanos por parte del gobierno venezolano.
Entre estas acciones se cuentan su participación en la campaña de denuncia sobre la situación de contaminación del embalse Pao-Cachinche, las precarias condiciones y casos de corrupción dentro del Hospital Enrique Tejera en el año 2010; fue miembro de la coordinación de logística en la Huelga de Hambre Nacional realizada por los estudiantes venezolanos en el año 2011 por la liberación de presos políticos en el estado Carabobo; organizó y acompañó a madres de privados de libertad hasta el Balcón del Pueblo en el Palacio de Miraflores en denuncia de las crímenes cometidos por el Estado venezolano en las cárceles venezolanas en julio del 2011; coordinó a nivel regional la huelga de hambre estudiantil del 2012 denominada "hambre por la verdad" en el estado Carabobo donde se exigió información veraz sobre la salud del fallecido presidente Hugo Chávez.
Debido a su activismo, fue víctima de agresiones arbitrarias por parte de funcionarios de seguridad del Estado, siendo detenido y acusado ilegalmente el día antes de las elecciones parlamentarias del año 2010, junto a Lorent Saleh, por los cargos de “Intimidación al Orden Público, Incertidumbre Pública y Divulgación de Información Falsa” sólo por participar en una campaña denominada “Chávez Miente”, en la cual se divulgaban los datos reales de distintos indicadores socioeconómicos venezolanos para desmentir la falsa información divulgada por los medios de comunicación del gobierno en cuanto a los alcances de las políticas públicas implementadas por el expresidente Hugo Chávez. Gabriel Valles, en el año 2011, fue cofundador del proyecto "La Rueda Libre", programa de comunicación digital y radial en Latinoamérica de la ONG Operación Libertad, con el objetivo de promover el debate internacional acerca de políticas públicas y denuncias en materia de derechos humanos.

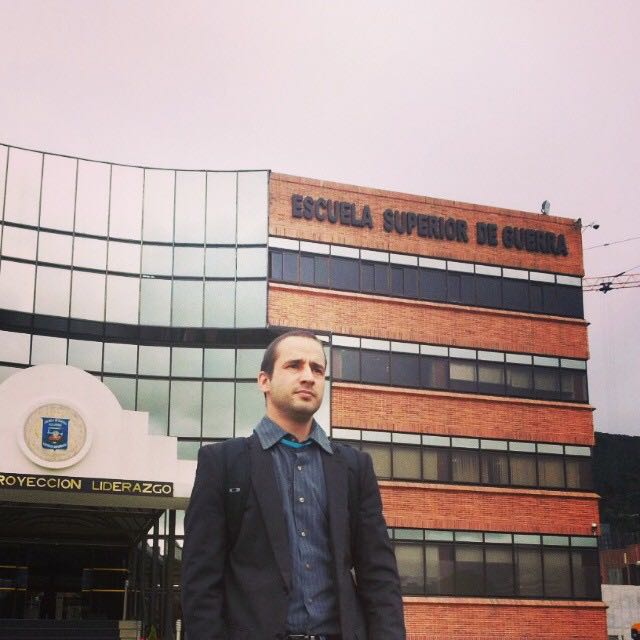
Gabriel Valles Sguerzi en la Escuela Superior de Guerra de Bogotá.

En marzo del año 2014, se dirige a Bogotá y desde allí participa, junto a Lorent Saleh y la ONG “Operación Libertad”, en la Mesa Nacional de Víctimas organizada por la ONU en el Proceso de Paz de Colombia que se llevó a cabo en la ciudad de Cali, y en sesiones del Congreso de la República, denunciando el encubrimiento de campamentos guerrilleros en la frontera colombo-venezolana y el reclutamiento forzoso de niños para fines terroristas por parte de los gobiernos de Colombia y Venezuela. También estuvo encargado del funcionamiento de la oficina de Operación Libertad ubicada en el Norte de Santander, la cual se enfocaba en la realización múltiples programas de formación en materia de derechos humanos para activistas y funcionarios de instituciones públicas.
De igual manera, inició estudios de Maestría en Seguridad y Defensa Nacional en la Escuela Superior de Guerra de Bogotá, centro especializado en la formación de liderazgos estratégicos para afrontar los desafíos de seguridad nacional, en agosto de 2014, con el objetivo de colaborar en el proyecto de Seguridad Nacional y Democrática que elaboraba Lorent Saleh.

## Detención
El 5 de septiembre de 2014, por su insistencia y notoriedad en denunciar las violaciones DDHH que ocurrían en Venezuela y por la búsqueda del resarcimiento de las víctimas por parte de la guerrilla colombiana, fue entregado por el gobierno de Juan Manuel Santos al organismo represor por excelencia del Estado Venezolano, el Servicio Bolivariano de Inteligencia Nacional, sin orden de captura, violando todos los tratados internacionales sobre extradiciones, justo después de dar declaraciones en una rueda de Prensa en la ciudad de Cúcuta en razón a la detención ilegal de su compañero Lorent Saleh.
Estuvo dos años y dos meses recluido en el recinto de reclusión preventiva de máxima seguridad en Venezuela, ubicada 5 pisos bajo tierra de la sede principal del organismo de inteligencia nacional (SEBIN) llamada según los mismos funcionarios de la institución como La Tumba. El 23 de octubre de 2016 el junto con Lorent Saleh fueron trasladados a otra sede del SEBIN llamada El Helicoide. Hasta la fecha (27 de septiembre de 2017) le han diferido la Audiencia Preliminar a su juicio 40 veces, lo cual impide que se le apertura el juicio.
Valles fue liberado después de las elecciones presidenciales en Venezuela de 2018.